# Parroquia San Juan (Chimborazo)

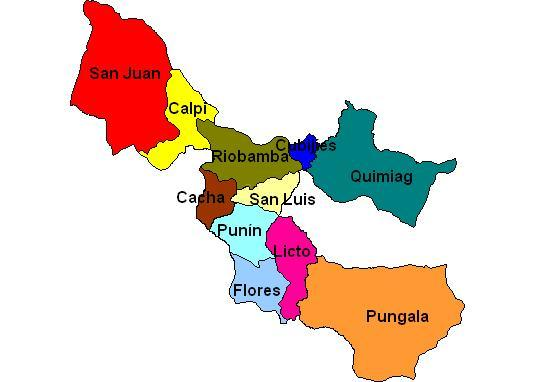
Localización de las parroquias rurales en el cantón Riobamba.

San Juan es una de las parroquias rurales del cantón Riobamba, en la provincia de Chimborazo, en el Ecuador.
La Parroquia San Juan se encuentra localizado en las faldas del Nevado Chimborazo

## Características demográficas
De acuerdo con el Sistema Integrado de Indicadores Sociales del Ecuador, SIISE, la pobreza por necesidades básicas insatisfechas, alcanza el 82,75% de la población total de la parroquia, y el 57,89% de pobreza extrema. 
Pertenecen a la Población Económicamente Activa: 2388 habitantes.
En los datos del Instituto Ecuatoriano de Estadísticas y Censos (INEC), del último Censo de Población y Vivienda, realizado en el país en el 2001, San Juan presenta una población predominantemente joven. 
La población femenina alcanza el 52,16%, mientras que la masculina, el 47,84%. El analfabetismo en mujeres se presenta en 30,13%, mientras que en varones: 18,18%.
| Población - Dinámica demográfica | Habitantes |
| Población (habitantes)           | 6.863      |
| Población - hombres              | 3.580      |
| Población - mujeres              | 3.283      |
| Población - menores a 1 año      | 128        |
| Población - 1 a 9 años           | 1.527      |
| Población - 10 a 14 años         | 900        |
| Población - 15 a 29 años         | 1.605      |
| Población - 30 a 49 años         | 1.264      |
| Población - 50 a 64 años         | 780        |
| Población - de 65 y más años     | 659        |

## Servicios básicos
Tienen acceso a la red de alcantarillado, el 33% de las viviendas, mientras que el 35% los hogares disponen de algún tipo de servicio higiénico exclusivo.
Otros indicadores de cobertura de servicios básicos son:
- Agua entubada por red pública dentro de la vivienda: 33%.
- Energía Eléctrica 86%.
- Servicio telefónico 9%.

Déficit de servicios residenciales básicos 77% de las viviendas.